# Lichtbildarchiv älterer Originalurkunden
Das Forschungsinstitut Lichtbildarchiv älterer Originalurkunden bis 1250 (LBA) ist ein hilfswissenschaftliches Forschungsinstitut an der Universität Marburg. Es hat „die Aufgabe, die originale urkundliche Überlieferung für Empfänger auf dem Boden des mittelalterlichen deutschen Reiches von den Anfängen bis zum Jahr 1250 in möglichst hochwertigen Abbildungen fotografisch zu dokumentieren, nach diplomatischen Gesichtspunkten zu bearbeiten und die Ergebnisse der Forschung und interessierten Öffentlichkeit zugänglich zu machen“.

## Entwicklung
Das Institut wurde 1928 von Edmund Ernst Stengel ins Leben gerufen. Während seiner Präsidentschaft am Reichsinstitut für ältere deutsche Geschichtskunde (1937–1942) wurde des Lichtbildarchiv nach Berlin verlegt. Es profitierte in dieser Zeit massiv von den Photokopieraktionen, die im Auftrag des Militärbefehlshabers in Frankreich in französischen und belgischen Archiven vorgenommen wurden. Nach der Niederlegung der Präsidentschaft zog das Lichtbildarchiv wieder nach Marburg zurück. Nach seiner Emeritierung 1946 behielt Stengel die Leitung des Lichtbildarchivs und übergab sie erst 1963 an Heinrich Büttner. Weitere Nachfolger in der Leitung waren Walter Heinemeyer und Peter Rück. Nach der Emeritierung von Peter Rück 1999 wurde die mit dem Lichtbildarchiv verbundene Professur für Historische Hilfswissenschaften aufgehoben. Von 2001 bis zu seinem Tod 2017 war der Mediävist Andreas Meyer für das LBA verantwortlich. Im März 2006 bewilligte die Deutsche Forschungsgemeinschaft ein Projekt, in dessen Rahmen die Bestände (Aufnahmen von rund 16.000 Urkunden) digitalisiert und vollständig ins Internet gestellt werden sollen.

## Veröffentlichungen
In der Ära von Peter Rück wurden im Rahmen des Lichtbildarchivs wichtige Veröffentlichungen publiziert. Dazu gehören die vier Bände der Reihe Historische Hilfswissenschaften und die Reihe Elementa diplomatica (12 Bände, teilweise Marburger Dissertationen). Ebenfalls auf eine Idee von Peter Rück geht die Druckreihe Digitale Urkundenbilder aus dem Marburger Lichtbildarchiv älterer Originalurkunden zurück; sie konnten allerdings erst nach seinem Tod realisiert werden. In der Form des diplomatischen Tafelwerks werden digitale Nachbearbeitungen der Fotos des Lichtbildarchivs für bestimmte Urkundengruppen präsentiert. Neben den ältesten Urkunden des Stadtarchiv Worms sind bisher vor allem Papsturkunden des 11. Jahrhunderts veröffentlicht worden.

## Webdatenbank
Seit April 2008 präsentiert das LBA seine Datenbestände und die bereits digitalisierten Aufnahmen in einer Web-Datenbank. Die Bildbeschreibungen geben vorerst die Daten zum Zeitpunkt der analogen Urkundenaufnahme wieder. Seit Dezember 2009 können Teile der Siegelaufnahmen des LBA auch über das verteilte Bildarchiv prometheus recherchiert und betrachtet werden.
- Webdatenbank des LBA
- Open-Access-Zugang über das Bildarchiv Prometheus